# Marly (Noorderdepartement)
Marly is een gemeente in het Franse Noorderdepartement (regio Hauts-de-France). De gemeente telde op 1 januari 2022 11.980 inwoners en maakt deel uit van het arrondissement Valenciennes. De verstedelijkte gemeente ligt net ten zuidoosten van de stad Valenciennes. Door Marly loopt het riviertje de Rhonelle. In het westen van de gemeente ligt de wijk La Briquette.

## Geografie
De oppervlakte van Marly bedroeg op 1 januari 2022 8,04 vierkante kilometer; de bevolkingsdichtheid was toen 1.490 inwoners per km².

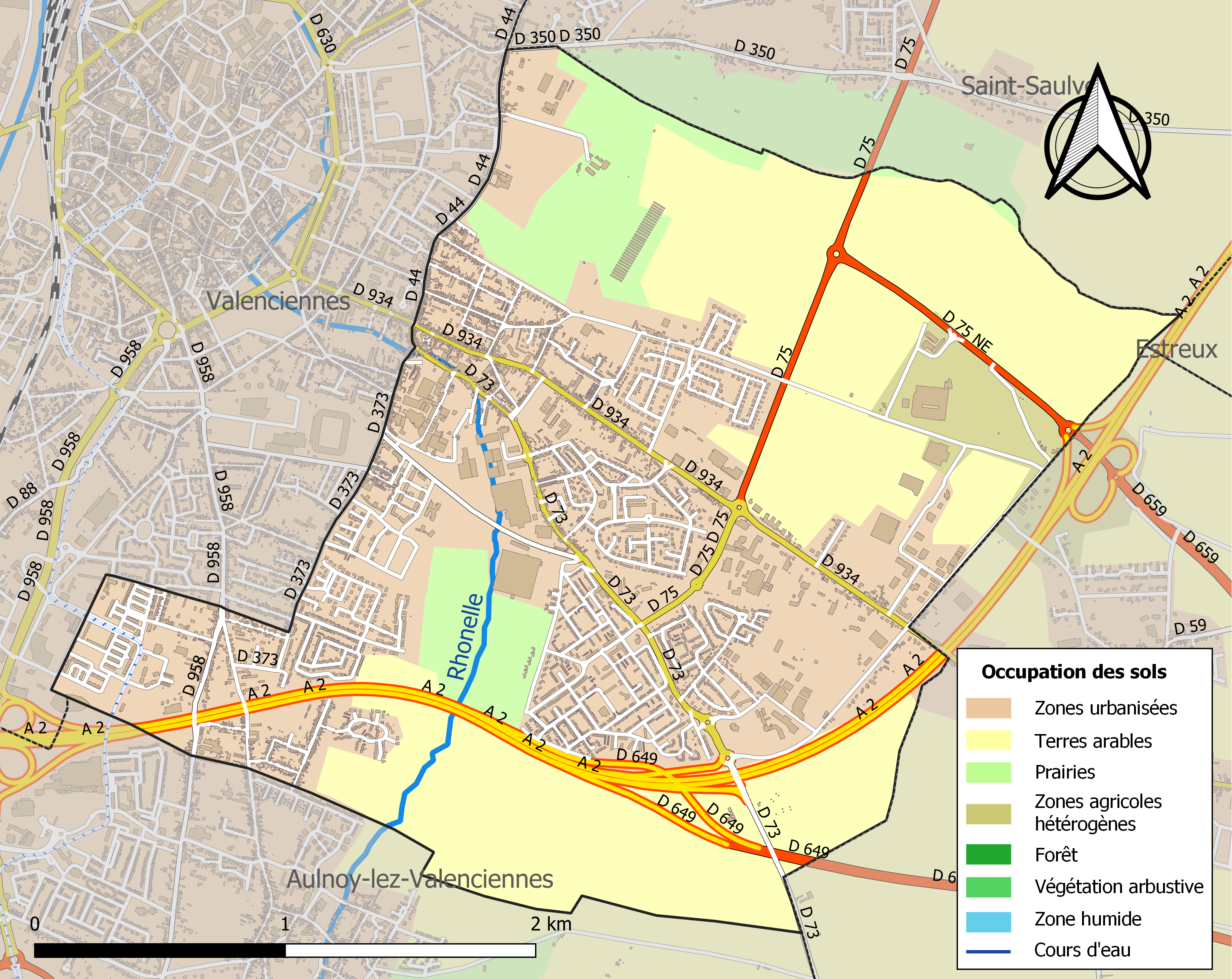
Kaart van de gemeente met belangrijkste infrastructuur, bodemgebruik en omliggende gemeenten

## Bezienswaardigheden
- De Église Saint-Jacques in het centrum
- De Église Saint-Pierre in de wijk La Briquette

## Demografie
Onderstaande figuur toont het verloop van het inwonertal (bron: INSEE-tellingen).

## Verkeer en vervoer
Door Marly loopt de snelweg A2/E19, die er enkele op- en afritten heeft.